# 縮略網址服務
縮網址服務（英語：URL Shortener）是互联网上的一種技術，又稱縮址、短址、短网址、縮網址、網址縮短、縮短網址、URL缩短等，指的是一种互聯網上的技术与服务。其中統一資源定位符（URL）可以被大大縮短，且仍可直接指向所需的頁面，這是通過使用連結到具有長 URL的網頁的URL重新導向來實現的。例如：URL“https://example.com/wikipedia/w/index/php/url/shortener”可以縮至“https://example.com/urlshortener”，而URL“https://zh.wikipedia.org/wiki/縮略網址服務”可以縮至“https://w.wiki/6Eo”。重定向域名通常比原始域名短，用户访问缩短后的URL时，通常将会重定向到原来的URL。一個永久連結（Clean URLs）的網址可能需要限制消息中字符數的消息傳遞技術（例如：SMS），以減少閱讀者從輸出源複製 URL 時所需的打字量，以使人們更容易記住，或出於永久連結的目的。使用者存取縮短後的URL時，通常將會重新導向到原來的URL。大多數的URL縮短服務都提供有API，而URL縮短服務在Twitter等一些每條訊息有字數限制的微部落格及其他社群網路中有廣泛的使用。
此外，隨著服務交付時間的增加，URL 的長度也會增加。
URL 縮短也可以“美化”連結、跟踪點閱或偽裝原來的地址，儘管出於合法的商業或個人原因可能需要偽裝原來的地址，但它很容易被濫用。一些 URL 縮短服務提供商會發現自己在垃圾郵件阻止列表中，因為站點使用他們的重定向服務試圖繞過這些相同的阻止列表，所以某些網站會阻止發布簡短的重定向 URL。

## 用途
使用縮址有幾個原因。通常，常規的未縮短連結可能在美學上令人不快。許多 Web 開發人員在網址（以下稱URL）中傳遞描述性屬性來表示數據層次結構、命令結構、事務路徑或會話信息，這可能導致URL有數百個字符長並且包含複雜的字符模式。此類 URL 難以記憶、輸入或分發，後者通常需要將很長的字符串分成多行（如某些電子郵件軟件或互聯網的論壇）或被截斷。因此，對於網站或硬拷貝出版物（例如印刷雜誌或書籍），短 URL 可能更方便。
在Twitter和一些即時消息服務上，一條消息可以攜帶的字符數是有限制的。但是，Twitter 現在使用自己的 URL 縮短服務t.co自動縮短連結，因此無需使用單獨的 URL縮短服務，這只是為了縮短推文中的 URL。在其他此類服務上，使用 URL 縮短器可以允許連結，否則會違反此約束的網頁。一些縮短服務，例如goo.gl、tinyurl.com和bit.ly可以生成人類可讀的 URL，儘管生成的字符串比長度優化服務生成的要長。最後，URL 縮短網站提供有關連結收到的點選的詳細信息，這比設置同樣強大的服務器端分析引擎要簡單，而且與後者不同的是，它不需要對服務器的任何訪問。
以二維條碼（如 QR 圖碼）編碼的 URL 通常由 URL 縮短器縮短，以減少代碼的打印區域，或允許以較低密度打印以提高掃描可靠性。

## 实现方案
利用鍵值對應方式，將網址對應成被縮短的代碼來散佈使用。
鍵值對應实现方案常有：
- 哈希算法（长网址为哈希键，短网址为哈希值）
- 主键id自增长（id为短网址的路径，如：www.xxx.com/id/1。另一个字段用于存储长网址）

使用時，系統先查詢出原本的網址，再以網址重新導向（URL redirection）来将缩短后的地址重定向到原来的URL。

## 历史
2002年1月开始的TinyURL是最早的URL缩短服务。建立此服务的想法则要追溯到至少2001年。
TinyURL影响到了后来的至少100个URL缩短服务。其后的服务大多数提供直接的网址重定向；有些也可以提供一些额外的服务，如统计点击数等；还有些则使用网页框架，于缩短后的网址建立带框架的网页，将目标页放于框架内，而并非使用直接的网址重定向。
托克勞國家及地區頂級域.tk曾经可以提供较短的纪念性顶级域名生成服务。2009年5月，其开设了Tweak.tk，以提供更为短小的顶级域名生成。

## 安全性問題
由於縮短網址具有隱匿原始網址的特性，使用者無法透過短網址的「外觀」得知真實網址，因此短網址便成為有心人士利用來散播電腦病毒及有害內容的管道，成為近年來社交工程攻擊的慣用工具之一。
目前已經有部分短網址服務整合資訊安全廠商提供的網址檢查機制，提供使用者在點選短網址時預覽真實網址以進行及安全性檢查，透過即時的檢查機制降低使用者暴露在資訊安全風險的機會。

## 獲利機制
部分短網址會在目標URL之前生成一個重定向頁，並在頁面內放置廣告以獲取利潤，當訪客點入短網址後，必須要在充滿廣告的頁面內點選特定按鈕才能抵達目的地；這類型網頁通常會造成訪客的不快，因此需要搭配分潤機制來吸引流量提供商使用這樣的縮網址。

## 網址縮短服務
| 網域        | 網站名稱                    | 簡介                                              | 自訂別名 | 營運資金來源             |
| ----------- | --------------------------- | ------------------------------------------------- | -------- | ------------------------ |
| w.wiki      | 元維基URL縮址               | 提供維基媒體基金會下的各個專案免費的縮址服務      | 否       |                          |
| bit.ly      | bit.ly                      | 知名短網址服務，在 Twitter 等微部落格網站上很流行 | 是       | 廣告、企業方案、商業合作 |
| t.co        | Twitter/X                   | 該服務僅供縮短發布到X的連結                       | 否       | 免費提供                 |
| tinyurl.com | TinyURL                     | 第一個專門提供縮略網址服務的網站                  | 是       | 捐款、廣告               |
| youtu.be    | YouTube                     | YouTube分享影片用短網址                           | 否       | 免費提供                 |
| yurl.app    | Yurl （页面存档备份，存于） | 免費提供縮網址與圖片影片上傳轉短網址              | 是       | 免費提供                 |
| t.cn        | 新浪微博                    |                                                   |          |                          |
| c.tb.cn     | 淘寶                        |                                                   |          |                          |
| dwz.cn      | 百度                        |                                                   |          |                          |
| url.cn      | 騰訊微博                    | w.url.cn 微信                                     |          |                          |
| ow.ly       | Hootsuite媒體               | 位於Hootsuite dashboard                           | 是       |                          |